# Abronia gracilis
Abronia gracilis är en underblomsväxtart som beskrevs av George Bentham. Abronia gracilis ingår i släktet Abronia och familjen underblomsväxter. Inga underarter finns listade i Catalogue of Life.